# Прамоло
Прамо̀ло (на италиански: Pramollo; на окситански: Pramol и на пиемонтски: Pramol, Прамол) е село и община в Метрополен град Торино, регион Пиемонт, Северна Италия. Разположено е на 1071 m надморска височина. Към 1 януари 2020 г. населението на общината е 217 души, от които 5 са чужди граждани.